# Forvo
Forvo.com é um website que permite o acesso à reprodução de pronúncias nas mais variadas línguas, uma tentativa para facilitar a aprendizagem destas. O Forvo foi lançado em 2011 e atingiu pleno funcionamento em 2014.  O Forvo é propriedade da Forvo Media SL, localizada em San Sebastián, na Espanha. Em novembro de 2012, o Forvo consagrou-se o maior guia de pronúncias da internet.
Todas as pronúncias no site são feitas por falantes nativos de suas respectivas línguas, os quais usufruem do direito de votar nelas, positivamente ou negativamente, em um esforço para promover a melhor pronúncia da palavra e priorizar na lista do site quando esta é pesquisada. As palavras também são submetidas a revisões e podem ser editadas por voluntários do site.
O Forvo.com utiliza a tecnologia Adobe Flash para a gravação dos clips.

## Competição
Existe uma alternativa livre e de código aberto ao Forvo chamada Lingua Libre. 
O Lingua Libre tem vindo a crescer rapidamente e tem mais de 609.000 gravações desde novembro de 2021 . Língua Libre permite que indivíduos e empresas descarreguem livremente todas as suas pronúncias. Os alunos de línguas podem descarregar áudios do Língua Libre e utilizá-los em GoldenDict. Em comparação, o Forvo pode ser utilizado no GoldenDict, mas é necessário pagar uma chave API cara .